# قطعنامه ۱۲۷۵ شورای امنیت
قطعنامه ۱۲۷۵ شورای امنیت سازمان ملل متحد که در تاریخ ۱۹ نوامبر ۱۹۹۹ تصویب شد، سندی بین‌المللی دربارهٔ بررسی وضعیت میان عراق و کویت است. این قطعنامه طی نشست ۴۰۷۰ام با ۱۵ رای موافق، ۰ مخالف و ۰ ممتنع تصویب شد.